# Plectrone brongersmai
Plectrone brongersmai är en skalbaggsart som beskrevs av Willemstein 1972. Plectrone brongersmai ingår i släktet Plectrone och familjen Cetoniidae. Inga underarter finns listade i Catalogue of Life.